# Stojanče Stoilov
Stojanče Stoilov (* 30. April 1987 in Skopje, SR Mazedonien, SFR Jugoslawien) ist ein ehemaliger nordmazedonischer Handballspieler. Der 1,91 m große Kreisläufer spielte seit 2011 für den nordmazedonischen Erstligisten RK Vardar Skopje und stand zudem im Aufgebot der nordmazedonischen Nationalmannschaft.

## Verein
Stojanče Stoilov stand ab 2006 im Kader des nordmazedonischen Erstligisten RK Metalurg Skopje, mit dem er 2008 und 2010 Meister sowie 2009 und 2010 Pokalsieger wurde. Mit Metalurg nahm er an der EHF Champions League, am EHF-Pokal und am Europapokal der Pokalsieger teil. In der Saison 2010/11 war er an den rumänischen Verein HC Odorheiu Secuiesc ausgeliehen. Seit 2011 steht der Kreisläufer beim RK Vardar Skopje unter Vertrag. Mit Vardar gewann er 2013 sowie von 2015 bis 2022 die heimische Liga. Hinzu kommen Erfolge im Pokal 2012, 2014 bis 2018, 2021 und 2022. International gewann er mit dem Hauptstadtklub 2017 und 2019 die EHF Champions League sowie 2012, 2014, 2017, 2018 und 2019 die SEHA-Liga. Beim IHF Super Globe erreichte man 2017 und 2019 den dritten Platz. Nach seinem Karriereende im Sommer 2023 wurde er Leiter der Nachwuchsakademie sowie Co-Trainer beim RK Vardar Skopje.

## Nationalmannschaft
Mit der nordmazedonischen Nationalmannschaft nahm Stoilov an den Europameisterschaften 2012, 2014, 2016, 2018, 2020 und 2022 sowie an den Weltmeisterschaften 2009, 2013, 2015, 2017, 2019 und 2021 teil.
Bisher bestritt er mindestens 74 Länderspiele, in denen er 145 Tore erzielte.